# The Constant (Story of the Year)
The Constant è il quarto album in studio del gruppo rock statunitense Story of the Year. Pubblicato il 16 febbraio 2010, tramite Epitaph Records. L'album è stato prodotto da Michael "Elvis" Baskette, che ha prodotto alcuni album degli Alter Bridge, Chevelle, Escape the Fate, Fact e A Change of Pace.
L'album ha debuttato nella Billboard 200 alla 42ª posizione, ottenendo un incasso totale di 14.115 dollari. Da esso sono stati estratti due singoli: I'm Alive e The Dream Is Over.

## Genesi
Il frontman del gruppo Dan Marsala ha dichiarato che il titolo dell'album simboleggia l'etica del lavoro della band e l'impegno per se stessi e per i loro fans.
(Dan Marsala)

## Tracce
1. The Children Sing – 4:07
2. The Ghost of You and I – 3:55
3. I'm Alive – 4:15
4. To the Burial – 3:48
5. The Dream Is Over – 3:52
6. Remember a Time – 4:05
7. Holding On to You – 3:43
8. Won Threw Ate – 3:44
9. Ten Years Down – 3:53
10. Time Goes On – 4:06
11. Eye for an Eye – 2:14

Tracce bonus
1. Your Unsung Friend – 4:19
2. Tonight We Fall – 3:47

## Formazione
- Dan Marsala – voce
- Ryan Phillips – chitarra solista
- Philip Sneed – chitarra ritmica, piano e cori
- Adam Russell – basso e cori
- Josh Wills – batteria

## Classifiche
| Stato | Classifica    | Posizione | Certificazione | Vendite |
| ----- | ------------- | --------- | -------------- | ------- |
| USA   | Billboard 200 | 42        | N.D.           | 14 115  |